# Море в огне (фильм, 2016)
«Море в огне» (итал. Fuocoammare) — итальянский документальный фильм, снятый Джанфранко Рози . Мировая премьера ленты состоялась 13 февраля 2016 года на Берлинском международном кинофестивале. Фильм был выдвинут от Италии на премию «Оскар» в номинации «лучший фильм на иностранном языке».

## Сюжет
Фильм рассказывает о небольшом итальянском острове Лампедуза, который стал символом Европейского миграционного кризиса.

## Награды
- 2016 — Премия Европейской киноакадемии — Лучший документальный фильм[10]

## Восприятие
Мерил Стрип, председатель берлинского жюри, назвала фильм «смелым гибридом отснятого материала и продуманного повествования, который позволяет нам задуматься о том, на что способен документальный фильм». По её мнению, «это своевременное, высокохудожественное и необходимое кинопроизведение».
Фильм имеет рейтинг 95 % одобрения на сайте Rotten Tomatoes на основе 95 рецензий со средней оценкой 7,8 из 10. По мнению критиков портала, «„Море в огне“ предлагает ясный, но чуткий взгляд на уголок мира, чьи местность может быть незнакома многим, но история народа которой остаётся универсальной».
Валерий Кичин высоко оценил работу Рози. Он также отметил, что «никакая авторская фантазия не может сравниться с показанным впрямую фактом».
В 2019 году издание The Guardian поставило «Море в огне» на 53-е место в списке 100 лучших фильмов XXI века.